# Saint-Renan
Saint-Renan (bretonsko Lokournan) je naselje in občina v severozahodnem francoskem departmaju Finistère regije Bretanje. Naselje je leta 2008 imelo 7.341 prebivalcev.

## Geografija
Kraj leži v pokrajini Pays de Léon 12 km severozahodno od Bresta.

## Uprava
Saint-Renan je sedež istoimenskega kantona, v katerega so poleg njegove vključene še občine Le Conquet / Konk-Leon, Guipronvel / Gwiproñvel, Lampaul-Plouarzel / Lambaol-Blouarzhel, Lanrivoaré / Lanriware, Locmaria-Plouzané / Lokmaria-Plouzane, Milizac / Milizag, Île-Molène / Molenez, Plouarzel / Plouarzhel, Plougonvelin / Plougonvelen, Ploumoguer / Plonger in Trébabu / Trebabu s 27.597 prebivalci.
Kanton Saint-Renan je sestavni del okrožja Brest.

## Zanimivosti
- nekdanji samostan sv. Mateja, uničen 1760, danes župnijska cerkev - kapela Notre-Dame-de-Liesse,
- središče kraja s hišami iz 15. in 16. stoletja,
- spomenik mrtvim v prvi svetovni vojni.

## Pobratena mesta
- La Roche-sur-Foron (Haute-Savoie, Rona-Alpe),
- Watchet (Anglija, Združeno kraljestvo).